# Fiat 128

Fiat 128 je štirivratni osebni avtomobil nižjega srednjega razreda italijanskega proizvajalca Fiat.

## Zgodovina
Model je bil javnosti predstavljen leta 1969, leto kasneje pa je postal evropski avto leta.
Posebnosti vozila so bile prečno postavljen motor, menjalnik z neenako polgredjo in pogon na sprednja kolesa. To je pomenilo prihranek pri prostoru; motorni prostor je bil manjši, večja pa odprtina za noge potnikov. V zadnjem delu na tleh ni bilo velike izbokline za kardan, kar je izboljšalo udobje tudi na zadnji klopi.
Taka postavitev je pomenila tudi cenejšo proizvodnjo, zmanjšane pa so bile izgube pri prenosu in porabi goriva. Vozilo je bilo zaradi tehnoloških izboljšav na spolzkem cestišču bolj stabilno.

### Različice
Narejenih je bilo nekaj karoserijskih različic modela, in sicer:
- 128 rally (dvovratna limuzina),
- 128 panorama (trivratna karavanska različica),
- 128 3p (dvovratna limuzina),
- 128 sport (dvovratna limuzina),
- Fiat 128 Moretti (prestižnejša kupejevska limuzina).

Fiat je leta 1978 prestavil naslednika modela Fiat 128, in sicer model Ritmo. Ker je bilo vozilo med kupci izven Italije še vedno priljubljeno, je licenco za izdelovanje modela 128 prevzela tovarna Crvena zastava v srbskem Kragujevcu.

## Zastava 128
Odločitev o selitvi proizvodnje je bila logična, saj so v Zastavi že izdelovali model Zastava 101, ki je imel veliko sestavnih delov identičnih kot model Fiat 128. 
Leta 1981 je bilo v Kragujevcu izdelano prvo vozilo, ki so ga poimenovali Zastava 128. Sprva so vgrajevali klasični 1116 cm³ motor s 55 KM, kasneje pa tudi 1286 cm³ motorje s 65 KM. Leta 1987 so model prenovili - namesto bočne letvice je dobil gumijasto obrobo na spodnjem delu vozila, črne kljuke vrat ter spremenjeno armaturno ploščo. Leto kasneje je bil model preimenovan v model Zastava 128 Skala. To je prineslo novo masko vozila, v celoti plastične odbijače, spojler na zadku, iz notranjosti vozila nastavljivi ogledali, nove okrasne pokrove ter enojno prednje steklo, ki je nadomestilo manjše trikotno okence.
V večinoma taki obliki so model v Kragujevcu izdelovali vse do leta 2003.

### Drugi tehnični podatki Zastave 128
- motor: 1116 cm³ (55 KM) ali 1286 cm³ (65 KM)
- št. ventilov: 8
- poraba goriva: 6,6 l/100 km
- rezervoar za gorivo: 36 l
- pnevmatike: 145R X 13